# PGA Tour
PGA Tour er arrangøren af de største professionelle golf tours i USA og Nordamerika, herunder PGA Tour, Champions Tour og Nationwide Tour. Organisationens hovedkvarter ligger i Ponte Vedra Beach, Florida, USA, en forstad til Jacksonville.
Den blev oprindeligt etableret af Professional Golfers' Association of America, idet organisationen blev udskilt som et selvstændigt selskab i 1968. Den antog navnet "PGA Tour" i 1975. PGA Tour-organisation driver 43 af de professionelle golfturneringer, som indgår i PGA Tour, herunder The Players Championship, som spilles på TPC at Sawgrass, FedEx Cup og Presidents Cup. Resten af turneringerne på PGA Tour arrangeres af forskellige andre organisationer.